# Scottish Division One 1957-1958
La Scottish Division One 1957-1958  è stata la 61ª edizione della massima serie del campionato scozzese di calcio, disputato tra il 7 settembre 1957 e il 10 maggio 1958 e concluso con la vittoria degli Hearts, al loro terzo titolo.
Capocannonieri del torneo sono stati Jimmy Wardhaugh e Jimmy Murray (entrambi giocatori degli Hearts) con 28 reti ciascuno.

## Classifica finale
Fonte:
|  | Pos. | Squadra            | Pt | G  | V  | N | P  | GF  | GS  | QR    |
|  | ---- | ------------------ | -- | -- | -- | - | -- | --- | --- | ----- |
|  | 1.   | Hearts             | 62 | 34 | 29 | 4 | 1  | 132 | 29  | 4,552 |
|  | 2.   | Rangers            | 49 | 34 | 22 | 5 | 7  | 89  | 49  | 1,816 |
|  | 3.   | Celtic             | 46 | 34 | 19 | 8 | 7  | 84  | 47  | 1,787 |
|  | 4.   | Clyde              | 42 | 34 | 18 | 6 | 10 | 84  | 61  | 1,377 |
|  | 5.   | Kilmarnock         | 37 | 34 | 14 | 9 | 11 | 60  | 55  | 1,091 |
|  | 6.   | Partick Thistle    | 37 | 34 | 17 | 3 | 14 | 69  | 71  | 0,972 |
|  | 7.   | Raith Rovers       | 35 | 34 | 14 | 7 | 13 | 66  | 56  | 1,179 |
|  | 8.   | Motherwell         | 32 | 34 | 12 | 8 | 14 | 68  | 67  | 1,015 |
|  | 9.   | Hibernian          | 31 | 34 | 13 | 5 | 16 | 59  | 60  | 0,983 |
|  | 10.  | Falkirk            | 31 | 34 | 11 | 9 | 14 | 64  | 82  | 0,780 |
|  | 11.  | Dundee             | 31 | 34 | 13 | 5 | 16 | 49  | 65  | 0,754 |
|  | 12.  | Aberdeen           | 30 | 34 | 14 | 2 | 18 | 68  | 76  | 0,895 |
|  | 13.  | St. Mirren         | 30 | 34 | 11 | 8 | 15 | 59  | 66  | 0,894 |
|  | 14.  | Third Lanark       | 30 | 34 | 13 | 4 | 17 | 69  | 88  | 0,784 |
|  | 15.  | Queen of the South | 29 | 34 | 12 | 5 | 17 | 61  | 72  | 0,847 |
|  | 16.  | Airdrieonians      | 28 | 34 | 13 | 2 | 19 | 71  | 92  | 0,772 |
|  | 17.  | East Fife          | 23 | 34 | 10 | 3 | 21 | 45  | 88  | 0,511 |
|  | 18.  | Queen's Park       | 9  | 34 | 4  | 1 | 29 | 41  | 114 | 0,360 |

Legenda:
      Campione di Scozia e qualificata in Coppa dei Campioni 1958-1959.
      Retrocesso in Scottish Division Two 1958-1959.
Regolamento:
Due punti a vittoria, uno a pareggio, zero a sconfitta.
A parità di punti, le posizioni in classifica venivano determinate sulla base del quoziente reti.